# KEK

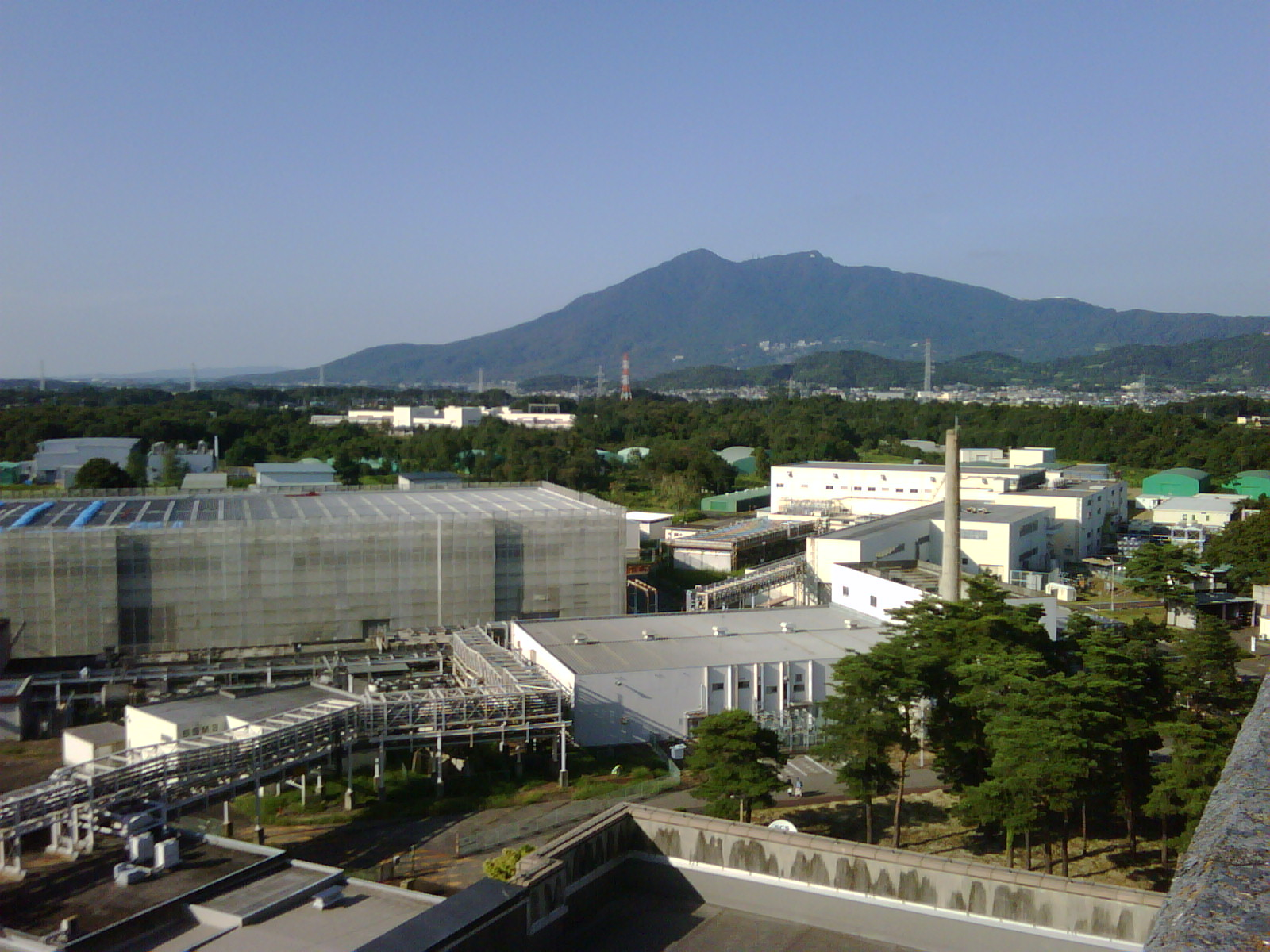
El laboratorio KEK en la ciudad de Tsukuba (Prefectura de Ibaraki), al fondo el monte Tsukuba.

La Organización para la Investigación en Física de Altas Energías con Aceleradores (del japonés: 高エネルギー加速器研究機構 [Kō Enerugī Kasokuki Kenkyū Kikō]), conocida como KEK, es una organización nacional cuyo propósito es operar el laboratorio más grande de física de partículas de Japón.

## Organización
Fue creada en 1997 en una reorganición del Instituto de Investigaciones Nucleares de la Universidad de Tokio (creado en 1955), del Laboratorio Nacional de Física de Altas Energías (creado en 1971) y del Laboratorio de Ciencias Mesónicas de la Universidad de Tokio (creado en 1988). La función principal del KEK es proporcionar aceleradores de partículas y otras infraestructuras necesarias para la física de alta energía, la ciencia de materiales, la biología estructural, la ciencia de la radiación, las ciencias de la computación, la transmutación nuclear y otras ciencias. 

## Laboratorio
El término «KEK» también se utiliza para referirse al propio laboratorio, que emplea a cerca de 900 empleados. El laboratorio KEK, en la ciudad de Tsukuba (Ibaraki) en Japón, fue inaugurado en 1976, y tiene como fin estudiar las partícula elementales. Numerosos experimentos se han realizado en el KEK para colaborar en investigaciones internas e internacionales. Makoto Kobayashi es un profesor emérito de la KEK conocido por su trabajo en violación CP y fue galardonado en 2008 con el Premio Nobel de Física.
Se construyó un sincrotrón de 12 GeV. Luego se añadió a las instalaciones el TRISTÁN, diseñado para estudiar las colisiones de haces de electrones y otra partícula subatómica, el positrón.